# Jimmy Panetta
James Varni Panetta ( nacido el 1 de octubre de 1969) es un abogado, político y exoficial de inteligencia naval estadounidense del estado de California. Miembro del Partido Demócrata, es el representante de los Estados Unidos por el 19.º distrito congresional de California. Anteriormente, su distrito se numeraba como el distrito número 20 del Congreso. Su distrito actual incluye el sureste de San José y gran parte de la Costa Central de California, incluyendo Monterrey, Santa Cruz, Carmel-by-the-Sea y Paso Robles hacia el sur. Panetta fue elegido por primera vez en 2016, después de trabajar como fiscal adjunto del condado de Monterey. Es hijo del exsecretario de Defensa Leon Panetta y ocupa el mismo escaño en el Congreso que una vez ocupó su padre.

## Primeros años y carrera
Panetta se graduó de Carmel High School en  Carmel, California. Luego asistió a Monterey Peninsula College y a la Universidad de California, Davis, donde obtuvo una licenciatura en relaciones internacionales. Posteriormente, realizó una pasantía en el Departamento de Estado de los Estados Unidos. Panetta obtuvo su título de J.D. en la Escuela de Derecho de la Universidad de Santa Clara. Se unió a la Reserva de la Marina de los Estados Unidos como oficial de inteligencia y completó una misión en la Guerra en Afganistán en 2007, mientras estaba asignado al Comando Conjunto de Operaciones Especiales, por lo cual fue condecorado con la Estrella de Bronce.  Panetta trabajó en la oficina del fiscal del condado de Alameda, California, y como fiscal adjunto en la oficina del Fiscal del Distrito del condado de Monterey, California.

## Posiciones políticas

### Aborto
A partir de 2020, Panetta tiene una calificación del 100% de NARAL Pro-Choice America y una calificación de "F" de la Susan B. Anthony List por su historial de votación relacionado con el aborto. Se opuso a la revocación de Roe v. Wade.

### Big Tech
En 2022, Panetta fue uno de los 16 demócratas que votaron en contra de la Ley de Modernización de Tarifas de Presentación de Fusiones de 2022, un paquete antimonopolio destinado a tomar medidas enérgicas contra las corporaciones por comportamientos anticompetitivos.